# Shigenobu Murofushi

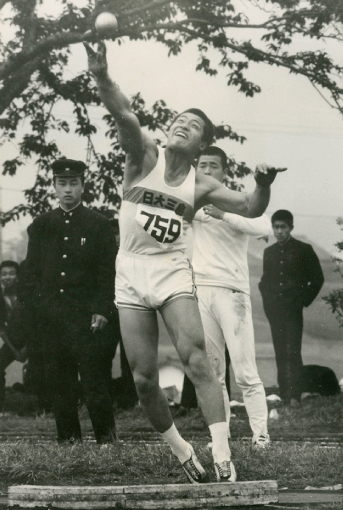
Shigenobu Murofushi in den 1960er Jahren

Shigenobu Murofushi (japanisch 室伏 重信, Murofushi Shigenobu; * 2. Oktober 1945 in Hebei, China) ist ein ehemaliger japanischer Hammerwerfer.

## Karriere
Im Jahr 1966 gewann er Silber bei den Asienspielen in Bangkok, 1967 Bronze bei der Universiade und 1969 Bronze bei den Pacific Conference Games.
Einem Sieg bei den Asienspielen 1970 in Bangkok folgte ein achter Platz bei den Olympischen Spielen 1972 in München. 1974 verteidigte er seinen Titel bei den Asienspielen in Teheran, und 1976 wurde er Elfter bei den Olympischen Spielen in Montreal.
Bei den Asienspielen 1978 in Bangkok siegte er zum dritten Mal in Folge. 1979 folgte einem Sieg bei den Leichtathletik-Asienmeisterschaften ein sechster Platz beim Leichtathletik-Weltcup in Montreal. 1981 siegte er bei den Pacific Conference Games, verteidigte seinen Titel bei den Asienmeisterschaften und wurde erneut Sechster beim Leichtathletik-Weltcup in Rom.
Im Jahr darauf siegte er erneut bei den Asienspielen 1982 in Neu-Delhi. Bei den Leichtathletik-Weltmeisterschaften 1983 und den Olympischen Spielen 1984 schied er in der Qualifikation aus.
1986 siegte er bei den Asienspielen in Seoul zum fünften Mal in Folge.
Zwölfmal wurde er Japanischer Meister (1970, 1974–1983, 1986). Am 15. Juli 1984 stellte er in Walnut mit 75,96 m einen japanischen Rekord auf, der 1998 von seinem Sohn Kōji Murofushi gebrochen wurde. Auch seine Tochter Yuka Murofushi war als Hammerwerferin erfolgreich.